# Hystrichopsylla talpae
Puce de la taupe
Espèce
Synonymes
- Hystrichopsylla narbeli (Galli-Valerio, 1900)[1]
- Hystrichopsylla obtusiceps (Ritsema, 1868)[1]
- Hystrichopsylla terrestris (Macquart, 1831)[1]
- Pulex talpae J.Curtis, 1826[1]
- Pulex obtusiceps Ritsema, 1868[2]

Hystrichopsylla talpae, la Puce de la taupe est une espèce de Puces de la famille des Hystrichopsyllidae.
Cette espèce appartient au genre holarctique Hystrichopsylla qui est composé d'une trentaine de grandes à très grandes espèces. La Nord américaine Hystrichopsylla schefferi est la puce la plus grande du monde, dépassant 9 mm de long. Ses représentant ne sont pas strictement associés à un hôte spécifique et se retrouvent sur les insectivores comme sur les rongeurs.
Hystrichopsylla talpae est une puce nidicole récoltée de la fin de l'été à l'automne qui peut également se retrouver sur le corps de son hôte. Le mâle mesure de 3,5 à 5 mm de long et la femelle de 4 à 6 mm.
Cette espèce a été récoltée sur Talpa europaea où elle est parfois très courante et peut cohabiter avec l'espèce proche Hystrichopsylla orientalis. Elle a également été observée sur Apodemus flavicollis, Apodemus agrarius, Microtus agrestis, sur Microtus arvalis et des musaraignes (Soricidae),.
Cette espèce est présente en Europe dont sur l'ensemble de l'Europe occidentale, dont les pays francophones, dans les îles britanniques, en Italie, en Allemagne, au Danemark, en Norvège, en Pologne, en Tchéquie et en Slovaquie,